# Dolichostyrax moultoni
Dolichostyrax moultoni là một loài bọ cánh cứng trong họ Cerambycidae.